# Königs Wusterhausen
Königs Wusterhausen település Németországban, azon belül Brandenburgban. Lakosainak száma 39 096 fő (2023. december 31.). Königs Wusterhausen Mittenwalde és Schönefeld községekkel határos.

## Népesség
A település népességének változása:
| Lakosok száma | 34 795 | 36 706 | 37 190 | 38 111 | 38 283 | 38 929 | 39 096 |
|               | 2014   | 2017   | 2019   | 2020   | 2021   | 2022   | 2023   |